# BB 15000
,,,
Les BB 15000 sont une série de 65 locomotives électriques de la SNCF, mises en service du 3 juillet 1971 au 17 octobre 1978, destinées à remplacer les BB 16000 utilisées lors de l'électrification Est-Paris en 25 kV dans les années 1960.

## Description
Ces locomotives, qui ont un profil dit en « nez cassé » (pare-brise inversé dans une recherche de dynamisme esthétique et de protection du conducteur de l'éblouissement) dû à Paul Arzens et inauguré sur les CC 40100, font appel à divers dispositifs électroniques, dont la régulation de la vitesse, révélés très fiables. En outre ces machines sont dotées de bogies monomoteurs à essieux accouplés. Ces progrès rendirent caduc le projet des CC 14500 qui devaient les précéder.
Les 15 dernières ont un pare-brise moins incliné que les 50 premières de la série, afin de libérer de l’espace pour une cabine plus grande et la mise en place d’un siège à piétement fixe en lieu et place du tabouret original.

## Conception
L'appareillage électrique des BB 15000 bénéficie des développements de l'électronique de puissance des années 60, et en particulier de l'utilisation massive des thyristors dans la chaîne de traction et dans les circuits de commande. Les séries plus anciennes utilisaient alors des ensembles électro-mécaniques type « servomoteurs JH » pour réguler la tension délivrée par le transformateur et le courant redressé par des ponts de diodes, pour alimenter les moteurs de traction. Les thyristors ont permis de réaliser des logiques de commande beaucoup plus poussées, sans avoir recours à des systèmes mécaniques sophistiqués qui auraient engendré des risques de pannes et des coûts de maintenance élevés. Les montages en ponts mixtes et en pont complets judicieusement agencés permettent un contrôle permanent des caractéristiques courant-tension aux bornes des moteurs, offrant des performances optimales sans dépasser les valeurs limites. De plus, cette technologie permet une régulation par vitesse imposée à la locomotive, ce qui facilite la conduite.
Particularités diverses de construction des chaudrons :
- Les BB 15000 reçurent de construction une traverse équipée avec une plaque boulonnée et renforcée pour recevoir l’hypothétique attelage automatique européen, à partir de la 16e locomotive ;
- Le lanterneau d’évacuation d’air en toiture sur les vingt-cinq premières locomotives, était équipé de barres de levage. Pour faciliter les opérations rapides d’entretien des compartiments moteur, le second type de lanterneau était d’un type très proche de celui que l’on retrouve sur les BB 7200/ BB 22200 ;
- Après la livrée verte, dite Maurienne, des cinq premières machines, la livrée Grand Confort (selon Paul Arzens) fut généralisée en construction à partir de la BB 15006 pour une utilisation en TEE ;
- Les BB 15000 reçurent toutes, par construction, le même système d’auto-ventilation des CC 6500 ;
- Pour remédier au problème rencontré à partir de la fin des années 1970 sur les BB 15000 avec les trains de marchandises lourds de plus de 1 100 t, à partir de 1995 il fut décidé d’équiper une trentaine de locomotives de ventilateurs forcés (motopompes). Ce fut effectif à partir de 1997.

L'utilisation des thyristors est reprise dans d'autres séries de locomotives, inspirées esthétiquement et technologiquement des BB 15000, comme la série 8000 des chemins de fer sud-coréens.

## Services effectués
Depuis leur origine, affectées principalement sur le réseau Est à la traction de divers trains de voyageurs, depuis les plus nobles (ex-Trans-Europ-Express, ex-Eurocity, comme les Goethe, Iris, Stanislas…) jusqu’à certains TER, elles sont désormais en majorité sur les lignes :
- Réseau Nord-Ouest
  - Paris Saint Lazare - Vernon Giverny - Rouen Rive Droite  jusqu’en mars 2025.
  - Paris Saint Lazare - Evreux - Serquigny jusqu'en décembre 2024
  - Paris Saint Lazare - Le Havre jusqu’en 2021.
- Réseau Nord :
  - Paris Gare Du Nord - Amiens
  - Paris Gare Du Nord - Saint-Quentin.

Elles ont principalement assuré dans le passé des relations sur les principaux axes de Paris à l'est et le nord de la France comme :
- Réseau Est et Nord
  - Paris Est - Nancy - Strasbourg
  - Paris Est - Metz - Luxembourg
  - Paris Est - Reims - Charleville-Mézieres
  - Paris Gare Du Nord - Maubeuge
  - Paris Gare Du Nord - Cambrai

Les dernières d'entre elles affectées au dépôt de Strasbourg, avant leurs transferts, ont assuré quelques TER sur la ligne Nancy - Longuyon.
Jusqu’à décembre 2006, toutes hébergées par le dépôt alsacien de Strasbourg, elles sont réparties entre les activités VFE, CIC et TER (Alsace ou Lorraine). L’affectation de la série depuis son origine à un dépôt unique a permis de garder pendant trente ans le record du plus faible nombre d’incidents au kilomètre. Leur très bon état et leur espérance de vie résiduelle leur permettent d’envisager sereinement le record de distance parcourue. Les BB 15001 à 4 ont dépassé 11 millions de kilomètres et une trentaine la barre des 10 millions, en août 2024. Le plan d'amortissement leur laisse encore quelques années de service pour repousser encore le record.
La mutation d’une partie des machines vers le dépôt d’Achères intervient à partir de décembre 2006 pour remplacer une partie des BB 16000 et des BB 16100 en tête des trains de voyageurs dans le nord et l’ouest de la France. Puis ces deux dernières séries seront progressivement radiées, avec l'arrivée des BB 22200 en renfort sur les relations au départ de Paris-Nord, jusqu'à la disparition des dernières BB 16000 en décembre 2012. La Normandie n'utilisera pas de BB 22200 aux côtés des BB 15000 comme sur les relations du Nord, les BB 15000 normandes seront épaulées par des BB 26000 qui assurent les trains Paris - Cherbourg pour profiter de plusieurs sections permettant de rouler à 200 km/h sur cette ligne.
Du fait de la mise en service de la LGV-Est en 2007 et de la disparition des Voitures Corail tractées sur la ligne Paris – Strasbourg, les BB 15000 sont libérées pour de nouveaux services.
Toutefois un contingent de 10 machines reste au dépôt de Strasbourg pour assurer les trains entre Bâle et le Luxembourg. Elles sont pour cela équipées du Memor II+ (système de sécurité du Luxembourg).
Certaines des BB 15000 mutées à Achères ont reçu un équipement pour la réversibilité en multiplexage (pousse des rames Corail réversibles, VO2N et V2N mux). Le numéro de la machine reçoit un "R" pour rappeler qu'elle est modifiée en réversible mux. Le contingent d’Achères évoluait sur les lignes à destination de Caen, Cherbourg, Le Havre ou encore Deauville, en tête de trains Intercités. Elles assuraient également des TER vers Rouen, remplaçant ainsi que les BB 16100 aux crochets des rames V2N. Ce pool de machines assure de plus des circulations Paris - Amiens et Paris - Saint-Quentin, et entre Paris et Bar-le-Duc (TER Vallée de la Marne).
A noter des marches d'essai à 210 km/h en 1977 sur la ligne Paris - Strasbourg.

## Parc
| STF | Désignation         | Ville               | Nombre de machines |
| --- | ------------------- | ------------------- | ------------------ |
| SHF | STF Hauts-de-France | Longueau (Le Landy) | 10 machines        |

Le technicentre d'Hellemmes est l'établissement de maintenance à l’origine des engins. Avec l’affectation des TGV à Hellemmes, c’est celui d'Oullins-Machines qui a pris la relève jusqu'en 2019. Depuis la maintenance de ces machines s'effectue au technicentre de Vénissieux. Les marches de rodage s'effectue ensuite sur la ligne Lyon - Grenoble, électrifiée en 25 kV. Les machines sont tractées en « véhicule » jusqu’à Heyrieux, ou Bourgoin-Jallieu d'où elles effectuent leurs essais jusqu’à Grenoble.

### Machines particulières
- BB 15001 à 15005 : livrée verte des CC 6500 avec des ceinturages blancs, livrée dite Maurienne jusqu'en 1982 et 1983[7] ;
- BB 15003 : la seule locomotive à avoir été équipée de persiennes décalées en inox, entre sa période de passage en RL (Révision Limitée) avec livrée béton et passage en RG (Révision Générale) avec mise en place de persiennes centrales en inox ;
- BB 15004 : heurt d'un dromadaire échappé d'un cirque le 25 juin 2009 entre Château-Thierry et La Ferté-sous-Jouarre. À la suite des travaux de réparation, elle arbore désormais un capot gris avec le logo SNCF en carmillon adhésif (contrastant avec sa livrée Grand confort) et un macaron SNCF peint en blanc sur fond rouge[8] ;
- BB 15006 : incendie à Châlons-en-Champagne le 6 juillet 2005 ;
- BB 15011 : déraillement à Bar-le-Duc le 18 mars 1976 dans l'un des accidents « routiers » français ayant coûté le plus cher à un assureur[9],[10] ;
- BB 15015 : choc frontal à la gare de Bâle le 1er mars 1994 ;
- BB 15018 : radiée le 28 novembre 2013 puis utilisée comme support de pièces détachées pour dépanner la tranche 15006 à 15025 ;
- BB 15020 : machine en livrée « Corail + », dont le nez est peint intégralement en rouge, sans la bande grise horizontale. Le numéro de série est entre les phares.
- BB 15024 : a subi des dégâts matériels légers (face avant brûlée et un réservoir de sable endommagé) à la suite de l'incendie de BB 15028 stationnée à proximité le 19 août 2012[11],  la partie de la caisse dont la peinture a souffert de la chaleur a été repeinte en gris métallisé, ce qui donne une livrée originale moitié grand confort, moitié gris Fantôme.
- BB 15026R : cette machine a été victime d'un incendie majeur à son bord le 9 octobre 2020 en gare de Bréauté-Beuzeville qui a interrompu le trafic dans les deux sens sur la Ligne de Paris-Saint-Lazare au Havre durant plusieurs heures ;
- BB 15027R : première apte à la réversibilité, qui a effectué des essais fin juin 2007 sur la ligne Lyon - Grenoble ;
- BB 15028R : incendie en gare de Paris-Saint-Lazare, sous le pont de l'Europe, le 19 août 2012, potentiellement à la suite d'une surtension de la caténaire[11],[12] ;
- BB 15032 et 15037 : tout comme la 15004, le nez de ces deux machines (portant la livrée Corail +) est gris mais sans macaron SNCF pour la 15032 et avec le logo encadré pour la 15037[13] ;
- BB 15033 : incendie en gare de Mulhouse-Ville le 9 août 2003 ;
- BB 15045R : seconde BB 15000 apte à la réversibilité, qui a effectué des essais en février 2008 sur la ligne Lyon - Grenoble ;
- BB 15057 : déraillement à la suite d'une collision au passage à niveau de Marolles, près de Vitry-le-François, le 20 juillet 1981[14].
- BB 15063 : bogies spéciaux à suspension secondaire modifiée.

### Machines transformées en prototypes
- BB 15007 : après sa mise en service en 1973, elle est modifiée le 13 décembre 1974, pour servir de prototype continu sous le numéro BB 7003 (prototype des BB 7200). Elle est de nouveau modifiée pour servir de prototype de machine à traction asynchrone en tant que BB 10003 à partir du 22 janvier 1985. Elle redevient la BB 15007 le 2 janvier 1997[15] ;
- BB 15055 : transformée en BB 10004 à partir du 1er septembre 1982 pour servir de prototype de machine à traction synchrone. Elle redevient la BB 15055 le 28 février 1989[15].

## Préservation
- BB 15001 : Association de Préservation du Patrimoine Ferroviaire de l'Est (APPFE), au sein du Technicentre Grand Est à Strasbourg .

## Modélisme
- Cette locomotive a été reproduite à l'échelle 0 par les firmes Fulgurex et Métropolitan.
- Cette locomotive a été reproduite à l'échelle H0 par les firmes Fobbi, Jouef, Lemaco, Lima, LS Models, Märklin et Roco, en plusieurs versions y compris la BB 10004 chez Roco et Lima.
- Cette locomotive a été reproduite à l'échelle N par les firmes Fleischmann et Trix.

## Livrées
Les cinq premières machines sortent d'usine avec une livrée verte dite « Maurienne », en référence à la même livrée portée par les CC 6500 de la vallée de la Maurienne, mais à compter du 29 janvier 1982 la 15001 ainsi que deux de ses consœurs vont revêtir la livrée orange cette année là et la dernière suivra celle d'après. Les BB 15000 n'ont jamais circulé sur ce secteur électrifié en courant continu 1 500 V. Cette livrée a été remplacée au fur et à mesure des passages en atelier pour une révision limitée et une opération caisse.
À partir de la 15006, la livrée dite « Grand confort» est appliquée pour former des rames homogènes avec les voitures Grand Confort nouvellement affectées aux TEE Kléber et Stanislas entre Paris et Strasbourg. À base de rouge capitole encadré d'orange sur la zone des persiennes, les flancs sont gris métallisé. Cette livrée évolue durant les années 1970 par le remplacement du gris métallisé par du gris béton, plus durable dans le temps. À leur réforme, un certain nombre de machines portent encore cette livrée.
Les BB 15034 et 15040 ont porté la livrée béton grise à bandes orange. Contrairement aux BB 7200 et 22200, elle n'a pas été généralisée et les bandes orange étaient obliques sous les cabines, comme sur les CC 6500 ayant porté cette même livrée.
Au cours des années 1990, la livrée « Corail + » est destinée à s'accorder aux voitures corail en rénovation Corail +. À base de gris métallisé, elle porte une zone de gris plus sombre au niveau des persiennes soulignée d'une bande blanche et surlignée d'un trait rouge.
Au début des années 2000, des engins ont revêtu la livrée « En Voyage », dédiée aux machines de remorque des trains voyageur lors de la répartition du matériel moteur par affectation.

Les différentes livrées des BB 15000
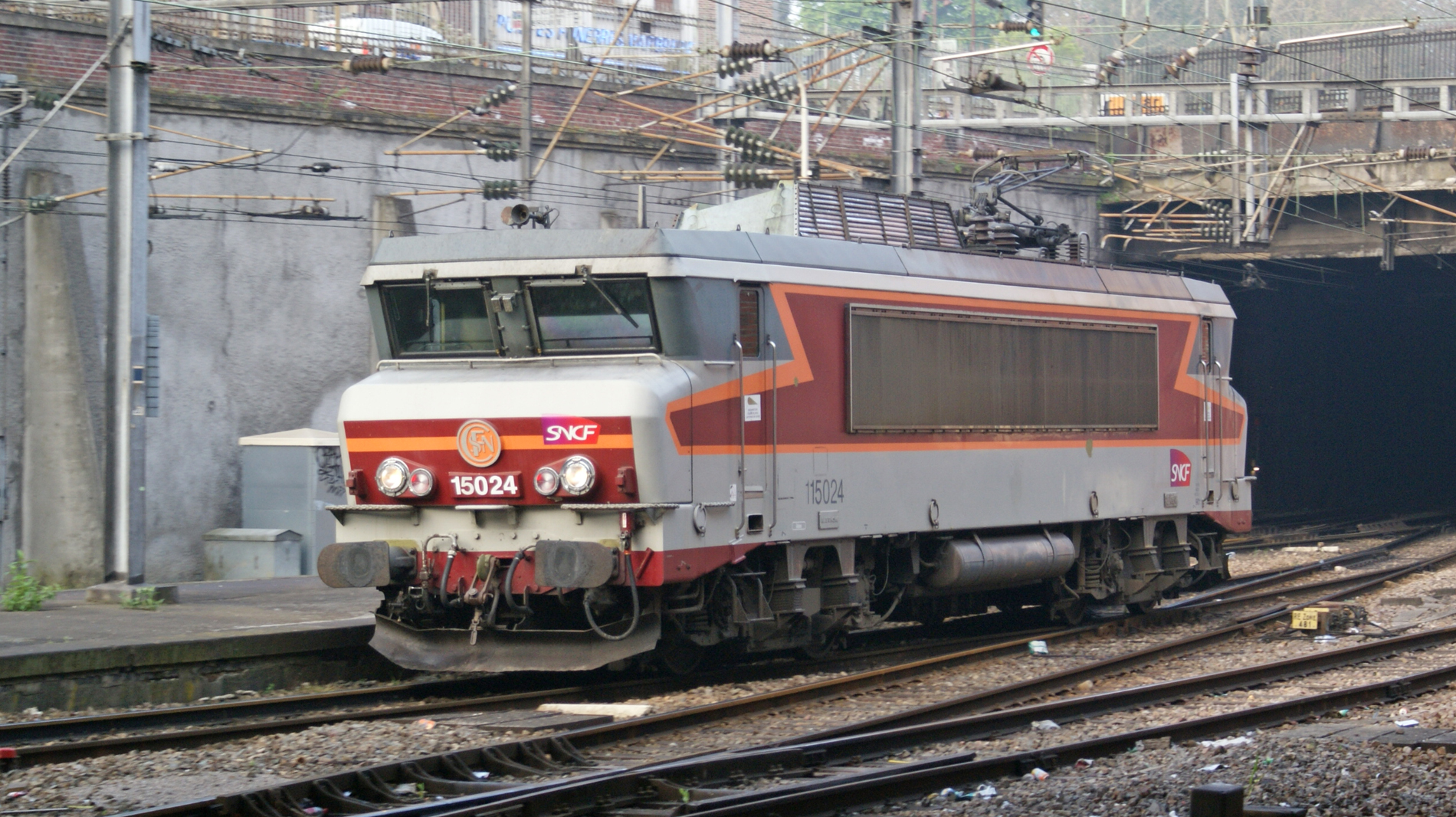
La BB 15024 en livrée « TEE Grand Confort Arzens » en gare d'Amiens.
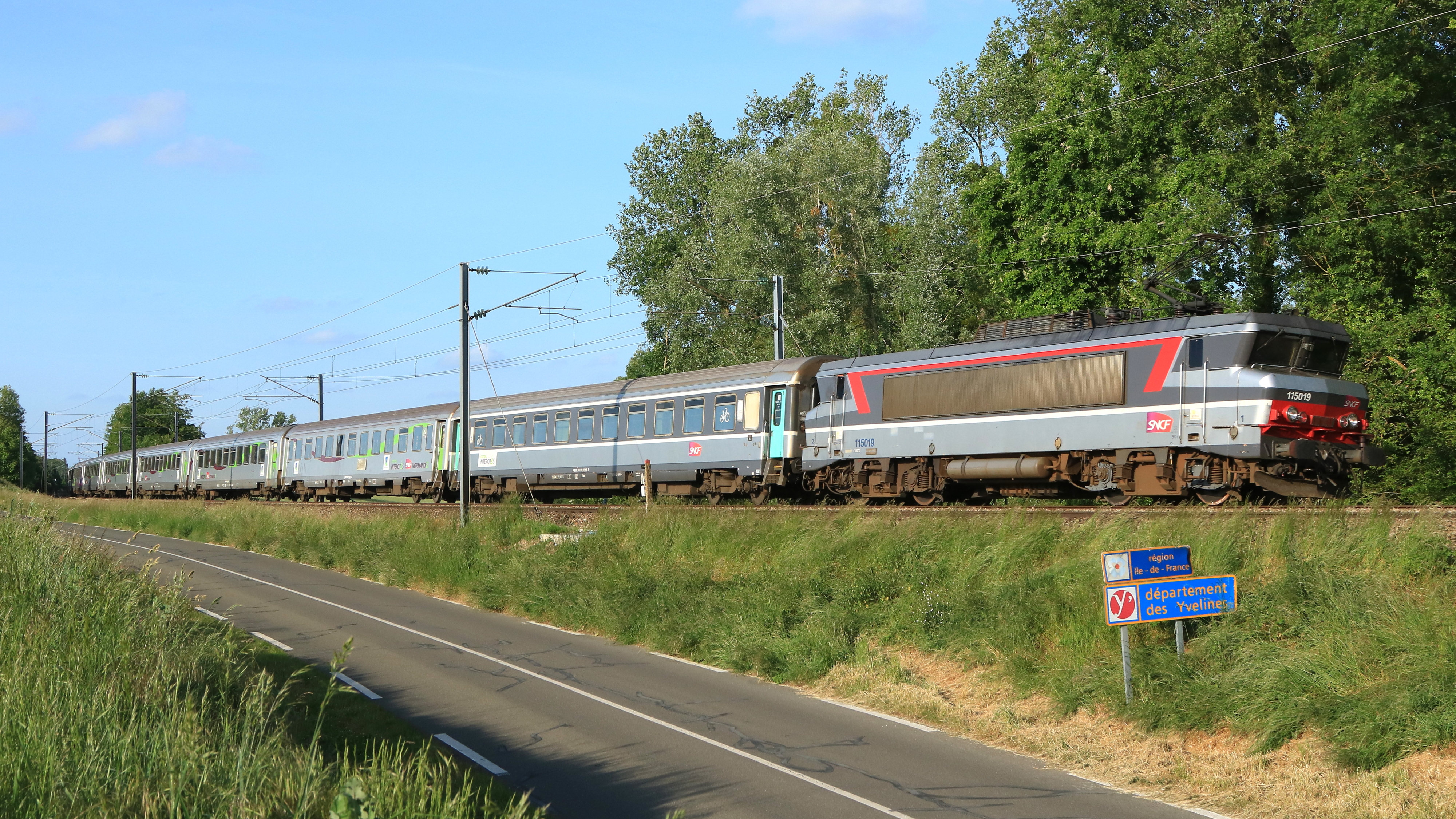
Livrée "Corail +" première version (bandes rouges repiquant vers l'intérieur).
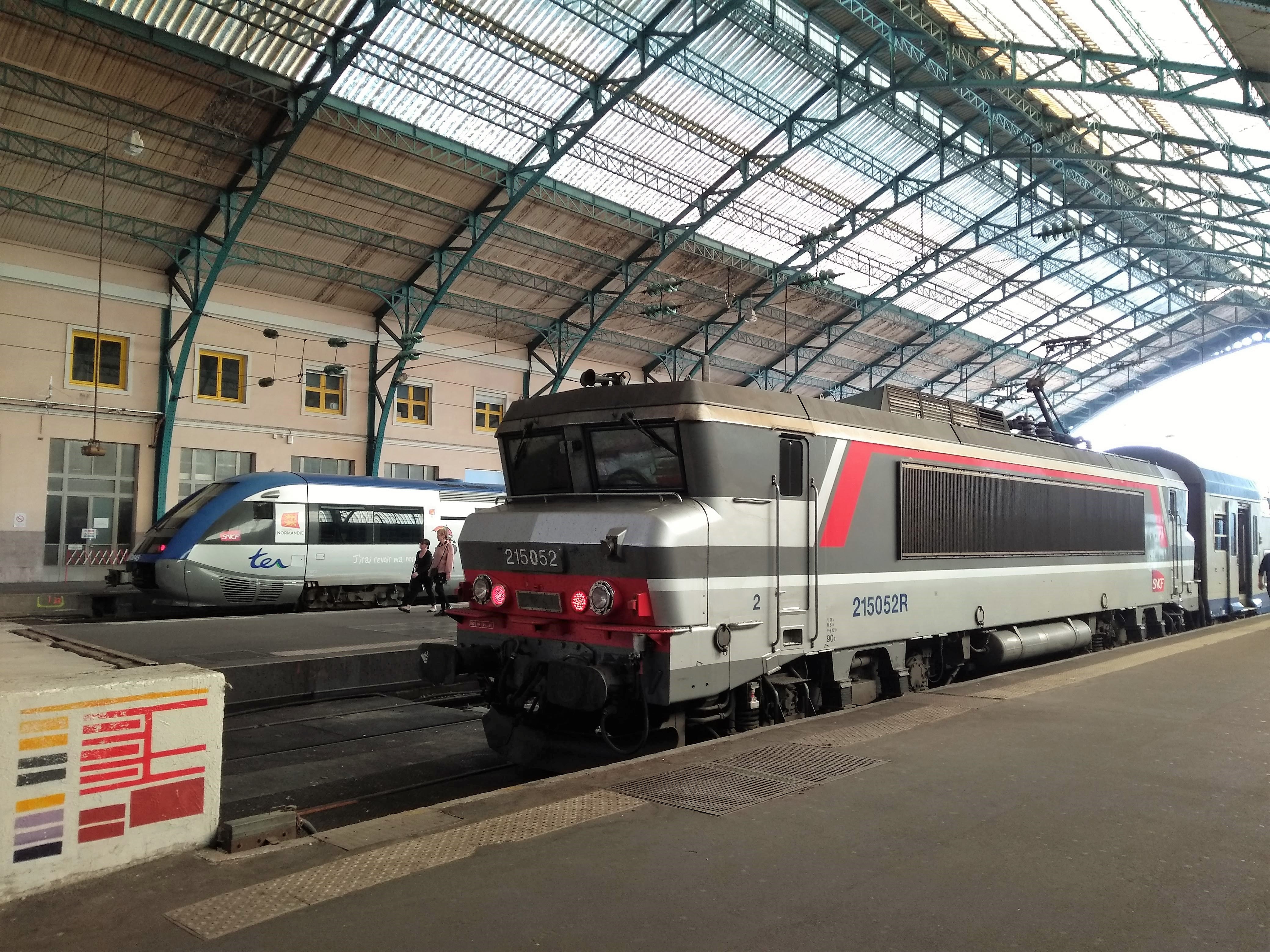
Livrée "Corail +" deuxième version (bandes rouges vers l'extérieur) en gare du Havre.
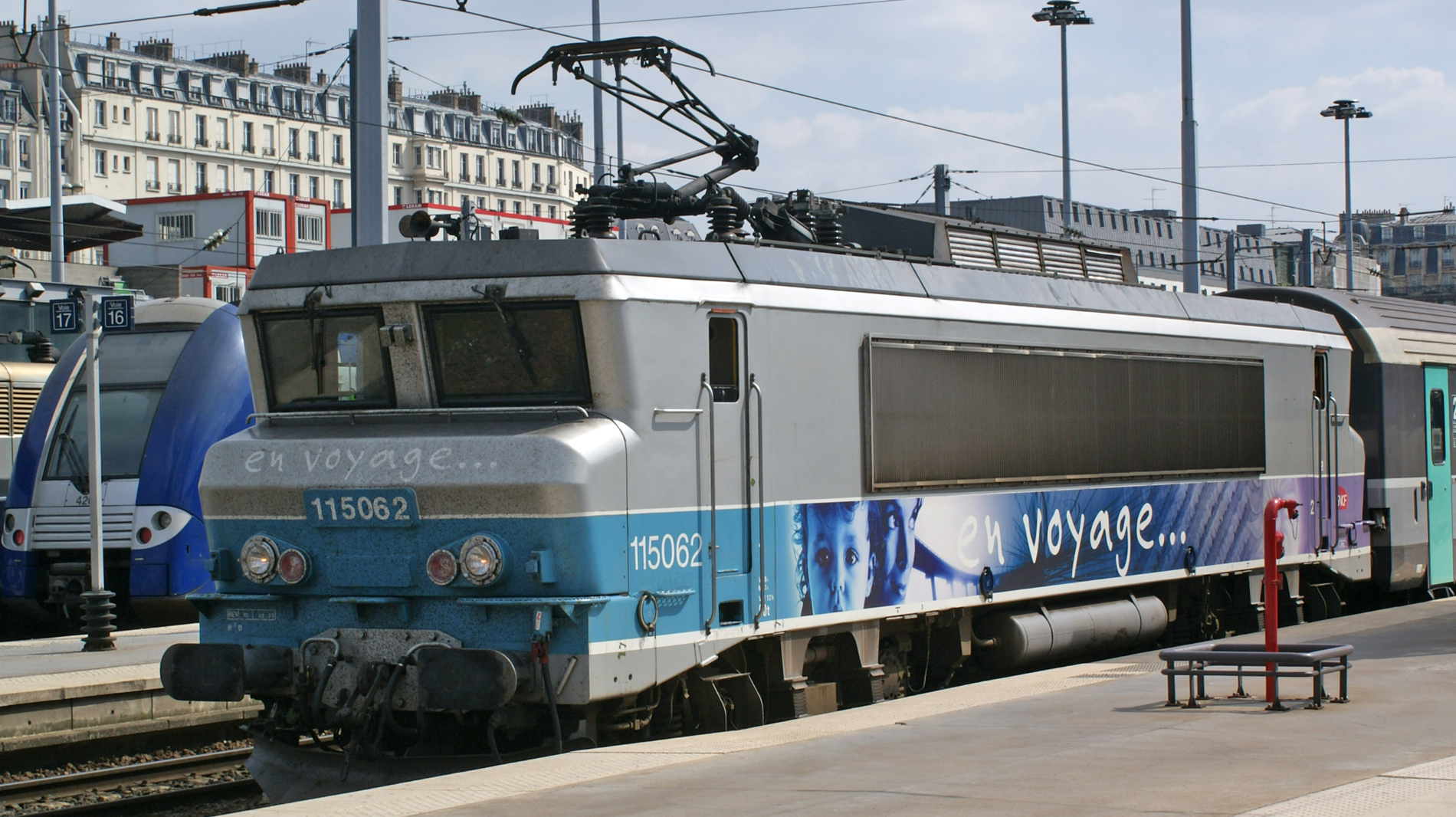
La BB 15062 en livrée « En voyage... » en gare de Paris-Nord.
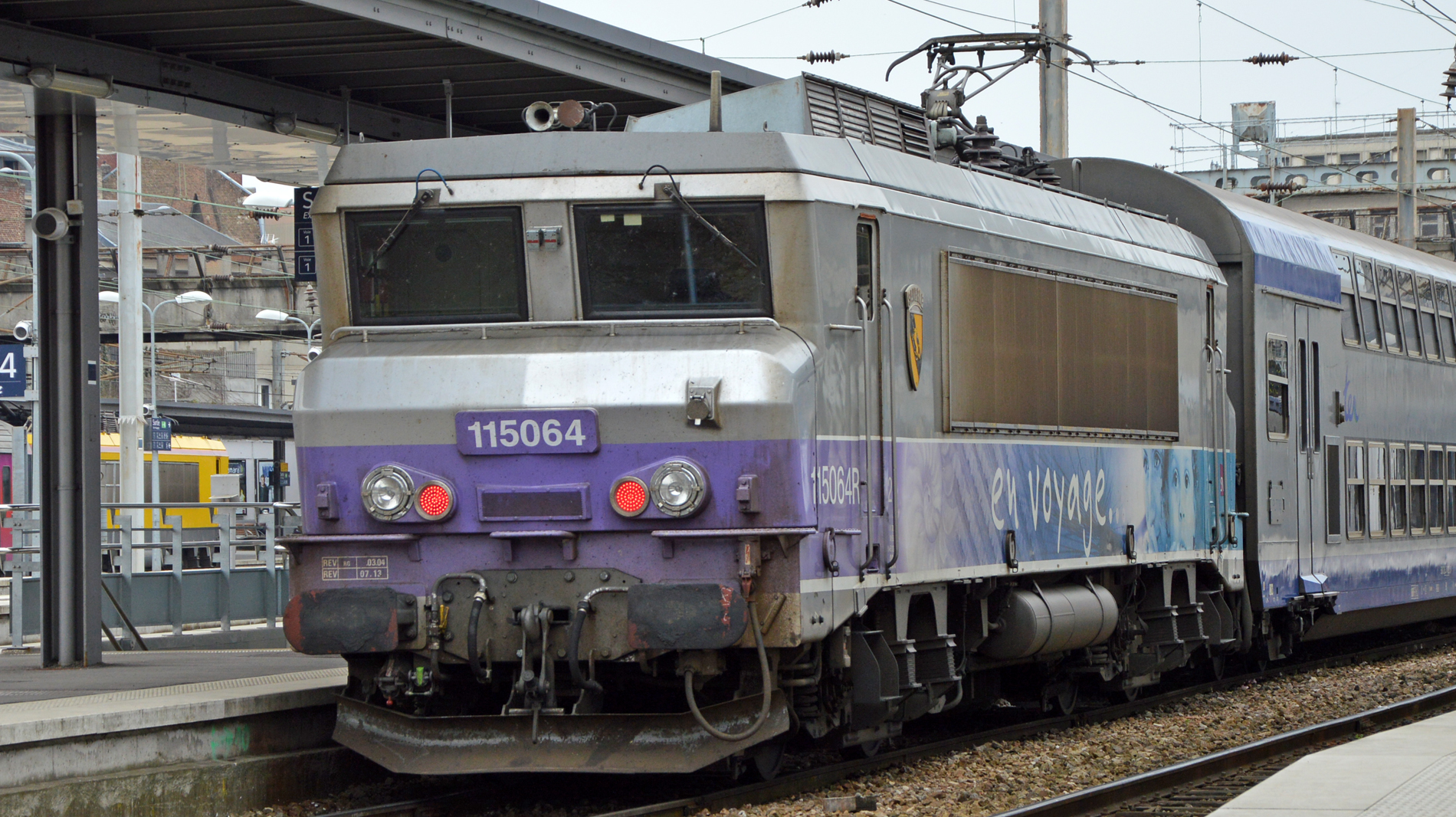
La BB 15064 en livrée « En voyage… » en gare d'Amiens.